# Alte Kirche (Merzenich)

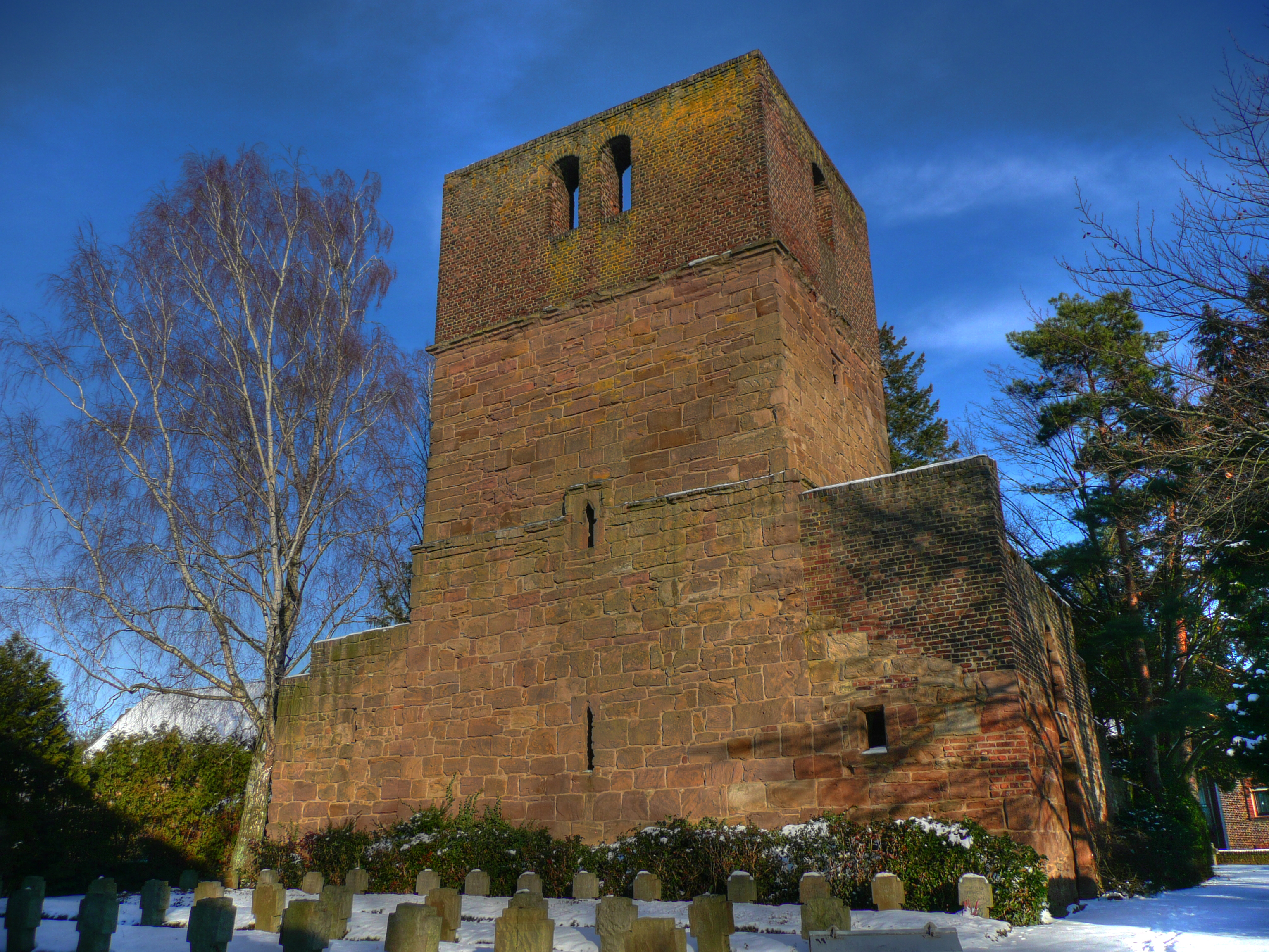
Die alte Pfarrkirche

Die Alte Pfarrkirche war die römisch-katholische Pfarrkirche des Ortsteils Merzenich der Gemeinde Merzenich im Kreis Düren (Nordrhein-Westfalen).

## Denkmal
Die Kirche ist unter Nr. 18 in die Denkmalliste der Gemeinde Merzenich eingetragen. Sie lautet:

„14., 15., 16. Jahrhundert; Ruine der alten Pfarrkirche mit quadratischem Westturm, die Gewände aus Rotsandstein, Kirchhügel wird umgeben von einer Bruchstein- und Backsteinmauer mit breiten Stützpfeilern, die Kirche umgeben Steinkreuze aus Blaustein und Rotsandstein des 17. und 18. Jahrhunderts, die Kirchenruine im Wesentlichen mit Mauerzügen etwa bis zur Höhe des Dachansatzes erhalten, Bruchsteinmauerwerk aus Sandstein, der Turm aus Werkstein mit kleiner Rosette weit oberhalb des südlichen Eingangs.“

## Geschichte
Die alte Pfarrkirche wurde schon im Liber valoris um 1300 erwähnt. Das genaue Baujahr ist unklar, dürfte aber vor 1300 liegen. Um die Wende des 14. Jahrhunderts scheint ein dreischiffiger Neubau errichtet worden zu sein, von dem die wesentlichen Teile, Turm und Schiff, stammen. Chor und Sakristei gehören dem 15. bis 16. Jahrhundert an, der Turmaufbau dem 17. Jahrhundert. Die Hallenkirche hat eine Grundfläche von 27 × 14 Meter und wurde aus Sandstein und Backstein erbaut. 
Nach dem Bau der St. Laurentius-Kirche zu Beginn des 20. Jahrhunderts wurde die alte Kirche nicht mehr benutzt und verfiel zusehends. 1935 begann man mit der Instandsetzung. Die zerfallenen Seitenmauern wurden teils ergänzt, das Innere von Geröll und Schutt gereinigt, ein umgestürzter Pfeiler wieder aufgerichtet. Im Jahr 2004 beschloss der Gemeinderat, die Alte Kirche als Treffpunkt für Kunst und Kultur noch intensiver als bisher zu nutzen. Zur weiteren Nutzung und Renovierung wurde ein Ideenwettbewerb ausgeschrieben. Die alte Kirche erhielt ein neues Dach und wird seit 2011 für kulturelle Ereignisse, wie z. B. Lesungen, genutzt.
Der spätere Wormser Fürstbischof und kurpfälzische Kanzler Ludwig von Ast († 1455) wird 1423 urkundlich als Pfarrer dieser Kirche erwähnt.